# Torneo de Karlsruhe
El Karlsruhe Open es un torneo de tenis profesional femenino  de nivel de la WTA 125 serie. Se lleva a cabo en canchas de tierra batida al aire libre , alrededor de los meses de julio y agosto en el Club de Tenis Rüppurr en la ciudad de Karlsruhe en Alemania. El premio en metálico es de 125.000 dólares.

## Finales anteriores

### Individuales
| Años | Campeona                                | Subcampeona                             | Resultado                               |
| ---- | --------------------------------------- | --------------------------------------- | --------------------------------------- |
| 2019 | Patricia Maria Țig                      | Alison Van Uytvanck                     | 3–6, 6–1, 6–2                           |
| 2020 | Cancelado debido a la pandemia COVID-19 | Cancelado debido a la pandemia COVID-19 | Cancelado debido a la pandemia COVID-19 |
| 2021 | Mayar Sherif                            | Martina Trevisan                        | 6–3, 6–2                                |
| 2022 | Mayar Sherif                            | Bernarda Pera                           | 6–2, 6–4                                |

### Dobles
| Años | Campeonas                               | Subcampeonas                            | Resultado                               |
| ---- | --------------------------------------- | --------------------------------------- | --------------------------------------- |
| 2019 | Lara Arruabarrena Renata Voráčová       | Han Xinyun Yuan Yue                     | 6–7(2), 6–4, [10–4]                     |
| 2020 | Cancelado debido a la pandemia COVID-19 | Cancelado debido a la pandemia COVID-19 | Cancelado debido a la pandemia COVID-19 |
| 2021 | Irina Bara Ekaterine Gorgodze           | Katarzyna Piter Mayar Sherif            | 6–3, 2–6, [10–7]                        |
| 2022 | Mayar Sherif Panna Udvardy              | Yana Sizikova Alison Van Uytvanck       | 5–7, 6–4, [10–2]                        |